# Max’s Bar
Max’s Bar (OT: Inside Moves) ist ein US-amerikanisches Spielfilmdrama von Richard Donner. Der Film beruht auf dem Roman von Todd Walton.

## Handlung
Nach einem Selbstmordversuch bleibt Roary teilweise verkrüppelt zurück. Er setzt sein Leben in einem heruntergekommenene Haus in Oakland, Kalifornien, fort. Dort verbringt er eine Menge Zeit in einer nahgelegenen Bar, in der weitere zahlreiche verkrüppelte Menschen sich treffen. Roary freundet sich mit dem Barmann Jerry an.
Jerry hat ebenfalls gesundheitliche Probleme wegen seines Beins. Als er sein Können als Basketballspieler demonstriert, erweckt er die Aufmerksamkeit von Spielern der Golden State Warriors.
Diese borgen Jerry Geld, von dem er eine Operation seines Beines bezahlt. Jerry wird ein erfolgreicher Basketballstar und will von seinen alten, verkrüppelten, Freunden nichts mehr wissen.

## Auszeichnungen
Diana Scarwids Darstellung als Louise, Roarys Freundin, erntete 1981 eine Nominierung für den Oscar als beste Nebendarstellerin.